# Ekumeniskt koncilium

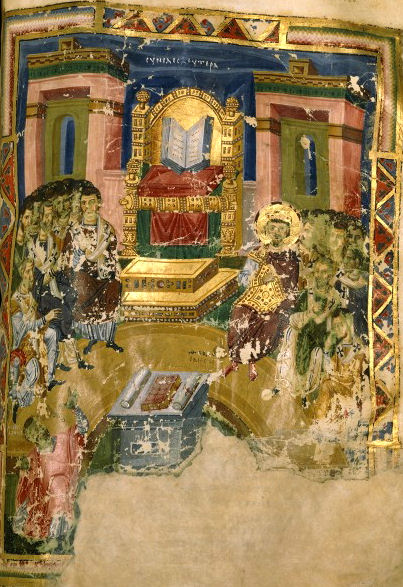
Handskriftsillustration av första konciliet i Konstantinopel 381, utförd i slutet av 800-talet.

Ekumeniskt koncilium är ett världsomfattande kyrkomöte för att avgöra lärofrågor och rättsregler, som acceptes av flera inriktningar inom den kristna kyrkan.
De första sju kyrkomötena kallas ekumeniska både i den östortodoxa kyrkan och västliga kristenheten (Romersk-katolska kyrkan) och är även erkända av de flesta protestantiska kyrkor. På dessa möten avgjordes bland annat de kristologiska striderna.
Tjugoen kyrkomöten kallas koncilier, och ekumeniska, inom den Romersk-katolska kyrkan. Det första ekumeniska konciliet hölls 325 i Nicaea, och det senaste, tjugoförsta hölls i Rom 1962-1965 (Andra Vatikankonciliet).

## De första sju ekumeniska koncilierna
1. Första konciliet i Nicaea 325. Se även Nicaea.
2. Första konciliet i Konstantinopel 381
3. Konciliet i Efesos 431
4. Konciliet i Chalkedon 451
5. Andra konciliet i Konstantinopel 553
6. Tredje konciliet i Konstantinopel 680-681
7. Andra konciliet i Nicaea 787

De orientaliska kyrkorna erkänner enbart de tre första koncilierna. De benämns därför ibland "förkalcedonensiska kyrkor", syftande på att de inte accepterade konciliet i Chalkedon 451. Den ortodoxa kyrkan räknar förutom de sju ovan nämnda även Quinisextum (Konstantinopel 691).
De antitrinitariska kyrkorna, däribland Jesu Kristi kyrka av sista dagars heliga, Jehovas vittnen, swedenborgianismen och unitarismen förnekar treenighetsläran och erkänner därför inte något av koncilierna.